# Trąbczyn
Trąbczyn – wieś w Polsce położona w województwie wielkopolskim, w powiecie słupeckim, w gminie Zagórów, nad Czarną Strugą.

## Historia

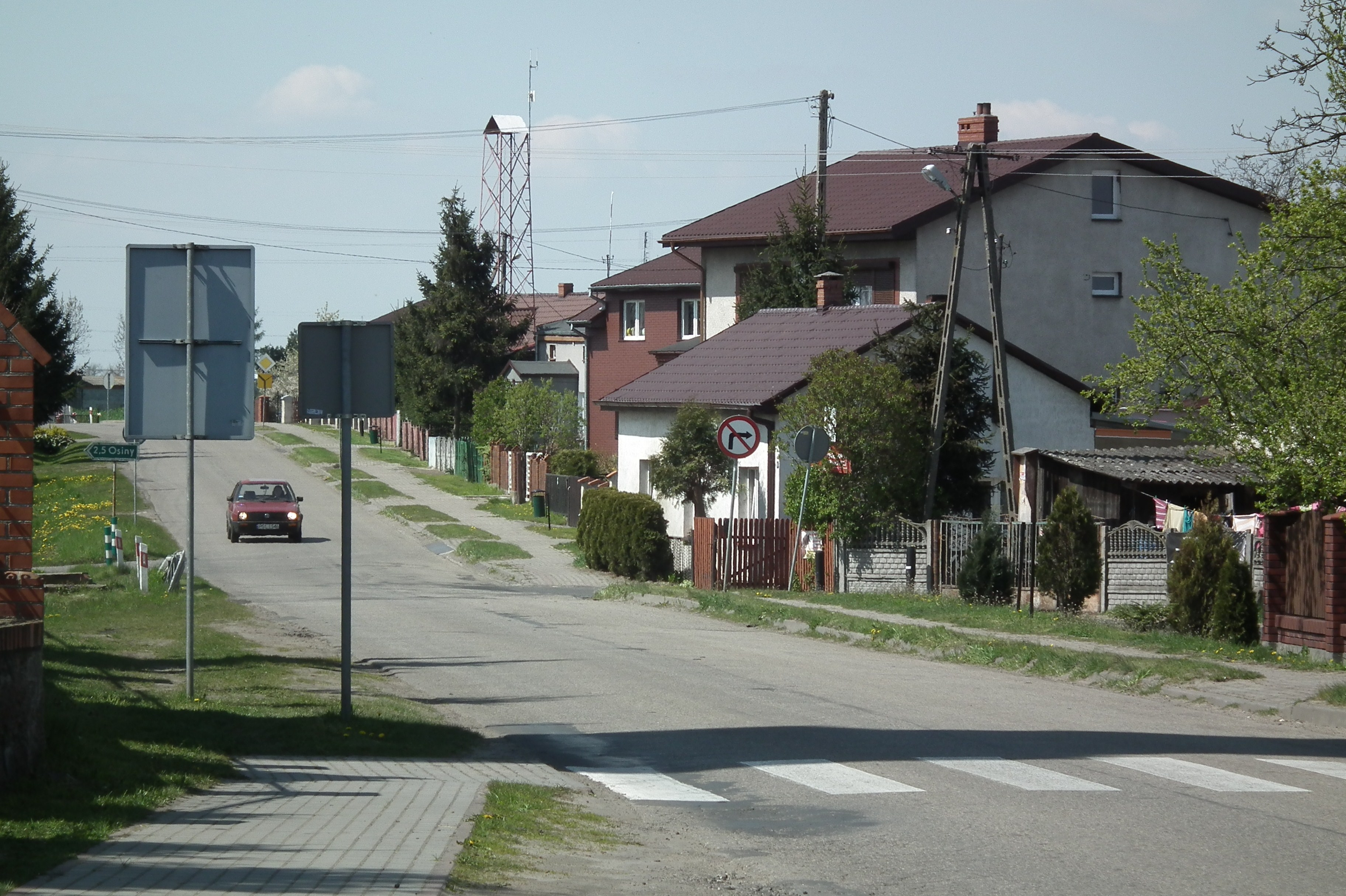
Centrum wsi

Po raz pierwszy wieś wzmiankowano w 1240 (Trampczino). Bolesław Pobożny nadał wieś komesowi Jankowi, który zmarł bezpotomnie, w związku z czym wieś została ponownie nadana, tym razem komesowi Mikołajowi z Lądu (dziedziczyli po nim komesowie Jan i Przedpełk). W 1284 Przemysław II umożliwił przeniesienie wsi na prawo niemieckie. W XIV wieku powstał pierwszy kościół pod wezwaniem św. Marcina (kolejne budowano w 1546, 1740 i 1909 – obecny). W 1746 sprowadzono osadników olęderskich do zasiedlana okolicznych terenów Puszczy Pyzdrskiej i samego Trąbczyna. Kolejnymi właścicielami wsi były rody Prusimskich i Miączyńskich. W 1876 wybudowano nową szosę z Pyzdr do Turku oraz zbudowano, staraniem hrabiego Włodzimierza Miączyńskiego, stację pocztową. W 1892 dobra nabył hrabia Władysław Wielopolski. W 1910 powstała straż pożarna, a w 1911 szkoła. Rosjanie opuścili wieś bez walki w 1914. Podczas II wojny światowej Niemcy zamknęli i okradli kościół, a także zlikwidowali szkołę. W 1943 oddano do użytku kolej wąskotorową do Witaszyc, co uwarunkowane było m.in. pozyskiwaniem z okolicznych złóż rudy darniowej. W 1949 powstała publiczna biblioteka. W latach 1959–1960 wieś zelektryfikowano, a w 1962 otwarto ośrodek zdrowia. W latach 60. XX wieku funkcjonowało kino w lokalnej remizie. W latach 1992–1994 wieś zwodociągowano, w 2006 zbudowano skwer w centrum, a w 2012 boisko sportowe typu Orlik.
Do 1954 roku istniała gmina Trąbczyn. W latach 1975–1998 miejscowość administracyjnie należała do województwa konińskiego.

## Zabytki
We wsi znajduje się zabytkowy kościół pw. św. Stanisława z 1909 roku, który wraz z plebanią (z końca XIX w.) są wpisane do krajowego rejestru zabytków pod nr rej.: 384/126 z 2.09.1985 r.

## Osoby
Do osób związanych z Trąbczynem należeli m.in.:
- Antoni Prusimski – poseł na Sejm Rozbiorowy, współorganizator powstania kościuszkowskiego na Kujawach,
- Stanisław Miączyński – adiutant księcia Józefa Poniatowskiego,
- Aleksander i Włodzimierz Miączyńscy – powstańcy listopadowi[3].